# Тюрин, Михаил Петрович
Михаил Петрович Тюрин (19 февраля 1918, Сердобск — 11 марта 1940, Финляндия) — Герой Советского Союза, младший лейтенант, лётчик эскадрильи 44-го истребительного авиационного полка 54-й истребительной авиационной бригады Северо-Западного фронта.

## Биография
Родился 19 февраля 1918 года в городе Сердобск ныне Пензенской области в семье рабочего. Окончил семилетку. В РККА с 1937 год. Окончил военную авиационную школу пилотов.
Участник советско-финской войны. К марту 1940 года совершил 73 боевых вылета. 29 декабря 1939 года в районе города Выборга вместе с эскадрильей уничтожил 4 зенитные батареи, чем обеспечил успешное решение боевых задач наземными частями Красной Армии.

## Подвиг
11 марта 1940 года во время атаки вражеского железнодорожного эшелона был подбит самолёт командира эскадрильи Приёмова, который совершил вынужденную посадку на территории врага. Младший лейтенант Тюрин принял решение его спасти. Приземлившись, лётчик забрал командира, но при взлёте с неровной площадки самолёт потерпел крушение. Комиссар эскадрильи Пасечник предпринял вторую попытку спасти лётчиков, но был сбит. Оказавшись на территории врага лётчики приняли неравный бой. Последним патроном Тюрин покончил с собой.
Указом Президиума Верховного Совета СССР от 7 апреля 1940 году за образцовое выполнение боевых заданий командования на фронте борьбы с финской белогвардейщиной и проявленные при этом доблесть и мужество старшему политруку Пасечнику Артёму Спиридоновичу и младшему лейтенанту Тюрину Михаилу Петровичу присвоено звание Героя Советского Союза (посмертно).
Награждён орденом Ленина (7.04.1940, посмертно).
Похоронен на станции Горелово Ленинградской области (ныне муниципальный округ Горелово Санкт-Петербурга).

## Память
- В городе Сердобске установлен бюст Героя, его именем названа улица.
- Его имя есть также на мемориальной доске на здании обкома ДОСААФ Волгограде.